# Charles Le Mercerel de Chasteloger
Charles-Hyacinthe-Auguste Le Mercerel de Chasteloger, né vers 1698 à Saint-Denis-de-Gastines et mort le 5 décembre 1763 à Brest, est un officier de marine et aristocrate français du XVIIIe siècle. Il effectue toute sa carrière dans la Marine royale et parvient au rang de chef d'escadre des armées navales en 1761.

## Biographie

### Origines et famille
Charles-Hyacinthe-Auguste Le Mercerel de Chasteloger est issu de la famille Le Mercerel de Chasteloger, une famille de la petite noblesse de Bretagne, originaire de Noyal-sur-Vilaine dans le diocèse de Rennes. Ses proches vivent à Fougères (dans la paroisse Saint-Léonard), alors que d'autres sont installés dans le Comté du Maine. La seigneurie de Chasteloger - relevant du fief de Saint-Brice - est située paroisse de Ferré, près de Louvigné-du-Désert.
Il naît vers 1698, soit à Saint-Denis-de-Gastines, dans le diocèse du Mans (où ont été baptisés ses frères aînés Joseph le 3 septembre 1696, et Jean-René le 4 mai 1699), soit à Rennes, dont la mère est originaire (paroisse Saint-Jean), et où ses parents se sont mariés en 1693. Il est l'un des trois fils de Joseph-Hyacinthe Le Mercerel de Chastelroger (1665-v.1731) et de Jeanne de Serizay. Son grand-père est le cousin issu de germain des chefs d'escadre des Nos (v. 1645-1701) et des Nos de Champmeslin (v.1653- 1726), son père est le cousin du chef d'escadre des Nos (1677-1747) et de Mme de Chavagnac, épouse du chef d'escadre de ce nom, à sa génération, il est le cousin du quatrième chef d'escadre des Nos.

### Carrière dans la Marine royale
Il entre jeune dans la Marine du roi. Il a une quinzaine d'années lorsqu'il intègre une compagne de Gardes de la Marine en 1715. Il est promu garde du pavillon en 1720, puis enseigne de vaisseau en 1727 et lieutenant de vaisseau en 1738. En 1741, Le Mercerel de Chasteloger doit s'abaisser jusqu'à donner à d'Hozier l'orthographe de son nom, car seul adulte de son nom, il appartient à une famille totalement méconnue des généalogistes des ordres du Roi. Il est fait chevalier de Saint-Louis par Louis XV lors de la promotion du 1er janvier 1742.
M. de Chasteloger reçoit un brevet de capitaine de vaisseau le 1er janvier 1746. Il apparaît à ce grande dans la liste générale de la Marine de 1749. Il sert à ce grade pendant la guerre de Sept Ans. Le 20 novembre 1759, il est à la bataille des Cardinaux. Il commande à cette occasion l'Intrépide, de 74 canons, avec lequel il est contraint de trouver refuge à Rochefort. Il est élevé au rang de chef d'escadre des armées navales lors de la promotion du 1er janvier 1761,. Il commande la Marine à Rochefort par intérim entre 1762 et sa mort.
Le chef d'escadre de Chasteloger meurt à Brest le 5 décembre 1763, à 65 ans environ, dont 48 passés au service (de 1715 à 1763).

### Sources et bibliographie
- Jean Meyer et Martine Acerra, État, marine et société, Presses de l'Université de Paris-Sorbonne, 1995, 463 p., p. 419 ;
- « filiation détaillée des le Mercerel de Chasteloger, famille de Bretagne, originaire de Fougères, installée au Maine. Dossiers Bleus » lettre du 21 juin 1741, adressée de Brest par le chef d'escadre à d'Hozier ;
- Rémi Monaque, Une histoire de la marine de guerre française, Paris, éditions Perrin, 2016, 526 p. (ISBN 978-2-262-03715-4) ;
- Étienne Taillemite, Dictionnaire des marins français, Paris, éditions Tallandier, 2002, 573 p. (ISBN 2-84734-008-4) ;
- Michel Vergé-Franceschi, Les officiers généraux de la Marine Royale : (1715-1774) : origines, conditions, services, Librairie de l'Inde, 1990, 383 p., p. 96 ;
- Michel Vergé-Franceschi (dir.), Dictionnaire d'histoire maritime, Paris, éditions Robert Laffont, coll. « Bouquins », 2002, 1508 p. (ISBN 2-221-08751-8 et 2-221-09744-0, BNF 38825325)